# 辐射娱乐
Radiant Entertainment，是一家位于美国加州的游戏工作室。

## 简介
Radiant Entertainment由Tom和Tony Cannon共同创立，并开发格斗游戏《Rising Thunder》以及16位风格游戏《Stoneheart》。
2016年3月8日，Riot Games宣布收购Radiant Entertainment。收购后，Radiant Entertainment宣布结束关闭《Rising Thunder》的alpha测试，并于3月18日永久关闭《Rising Thunder》。